# Историческа школа в икономиката
Това е статия за школата на мисълта в областта на икономиката. За правната школа, виж Германска историческа школа.
Историческата школа в икономиката е бил подход в академичната икономика и публичната администрация, която възниква през 19 век в Германия и има влияние до 20 век.
Историческата школа поддържала, че историята е основния източник на знание за човешките действия и икономически въпроси, след като икономиката е културно-специфична, и следователно не може да се генерализира извън време-пространството. Школата отрича универсалната валидност на икономическите теореми.
Най-видните представители на мисълта на школата са Густав фон Шмолер, Макс Вебер и Вернер Зомбарт.